# 陸奧白濱站
40°31′0.120″N 141°35′30.768″E / 40.51670000°N 141.59188000°E
陸奧白濱站（日语：／ Mutsu-shirahama eki */?）是屬於東日本旅客鐵道（JR東日本）八戶線的鐵路車站，位於青森縣八戶市大字鮫町。

## 車站結構

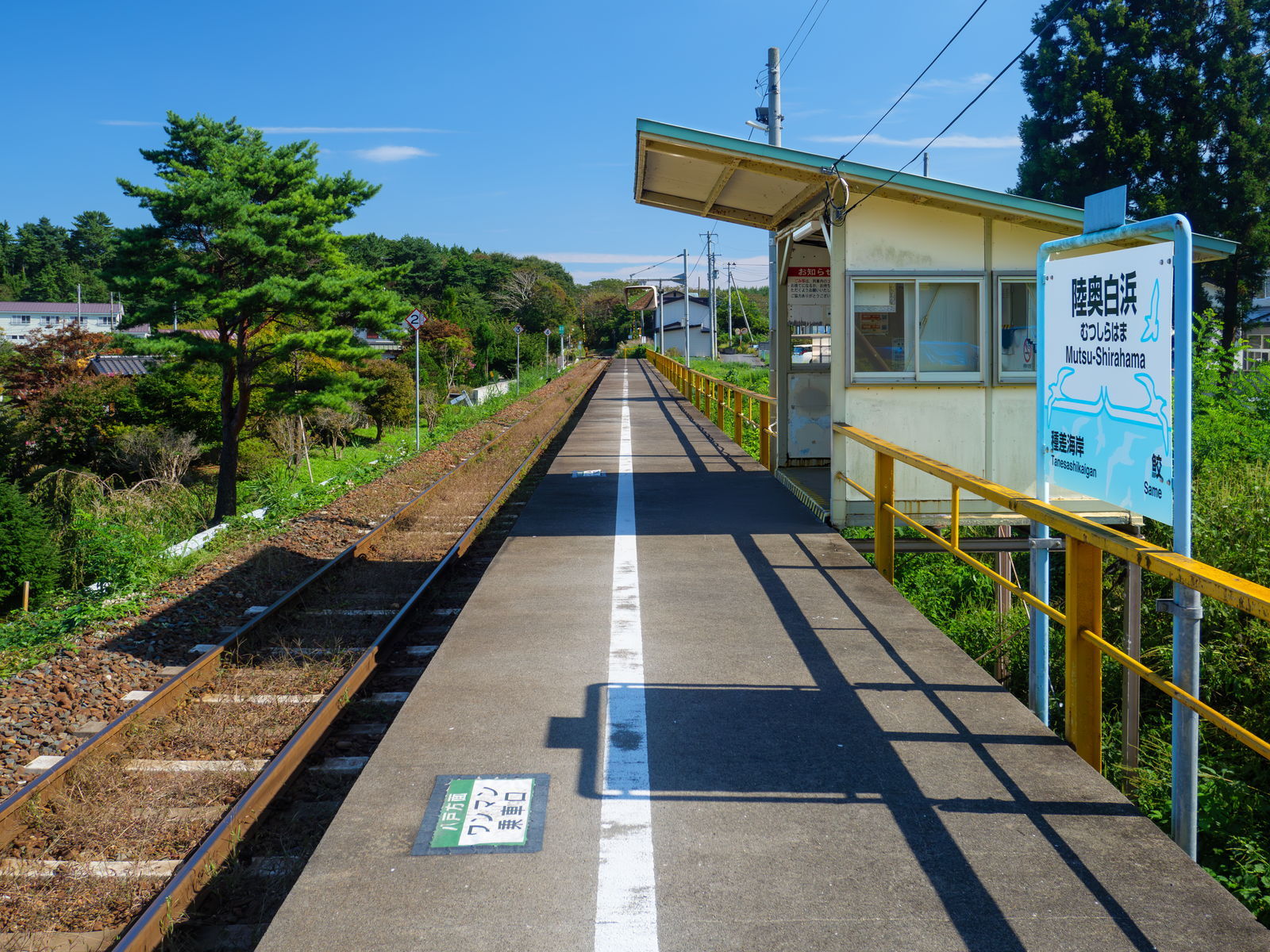
月台(2024年9月)

本站為側式月台1面1線的地面車站，也是由八戶站管理的無人站。

## 附近環境
- 大須賀海岸
- 白濱海水浴場

## 历史
- 1961年（昭和36年）4月15日－本站開業。
- 1987年（昭和62年）4月1日－國鐵分割民營化，本站由JR東日本接手管理。

## 相鄰車站
東日本旅客鐵道
■八戶線
鮫－陸奧白濱－種差海岸

## 外部連結
- JR東日本 陸奧白濱站 （页面存档备份，存于）（日語）